# ユーゲント・フィルハーモニカー
ユーゲント・フィルハーモニカー（Jugend Philharmoniker）は、日本のアマチュア・オーケストラ。

## 概要
財団法人日本青年館の音楽行事（全国高等学校選抜オーケストラフェスタ、全国高等学校選抜オー ケストラ・ヨーロッパ公演、日本ユンゲ・オーケストラ・ヨーロッパ公演）に参加したメンバーが中心となり創設された。定期演奏会を中心に、福祉施設や普段生のオーケストラに触れる機会のない農村への訪問演奏、その他行楽施設の各種イベントやテレビ番組での依頼演奏など幅広い活動を行う。

## 理念
音楽的、人間的に成熟した団体作りに励みながら、「アマチュア・オーケストラだからできること（≒プロには出来ないこと）」を追求し、演奏者だけでなく聴衆も楽しめる音楽活動を通して社会にオーケストラがどのように貢献していけるか を模索していく。
「日本青年館」の音楽イベントから立ち上がったため、名前が無いに時代に「青年館オケ」と呼んでいたことに由来して、ドイツ語訳されたJugend（ユーゲント）と命名された。ジュニアオーケストラを指しているわけではなく、年齢制限なども特に設けていない。「ユーゲント」とは「心の若さ」であり、いつまでも高い意識と情熱を絶やさずに音楽に取り組んで行こうという精神そのものを指す。また、様々なマエストロの音楽を吸収し、それらを自分達の頭で噛み砕けるような柔軟な姿勢をもったオーケストラを目指していくといった理念の下常任指揮者は置かず、演奏会ごとに異なる指揮者を客演として招聘している。

## 来歴
2005年
- 10月16日：財団法人日本青年館主催の日本ユンゲ・オーケストラ・ヨーロッパ公演2005で知り合った仲間数人が集まり、横浜のレストランで語り合っていた際「オーケストラを作ろう」という話が持ち上がり、そのままmixiにユーゲントフィルのコミュニティを創設。以後、運営委員会を発足させ会議を重ね本格的に始動する。

2006年
- 1月3日：日本青年館にて「音出しオフ」というイベントを開催する。
  - 財団法人日本青年館の音楽行事参加者や所属する大学オーケストラの団員などをターゲットに、「音楽的に人間的に信頼できる人を集めよう」という知人紹介型（当時は「mixi方式」と呼んでいた）のコンセプトで声かけをして人を集め、開催に至った。
  - 以後「音出し会」と名称を変え、団員のリクルートも兼ね年に数回開催されている。
- 11月5日：第1回定期演奏会に向けての初の合奏練習が行われる。

2007年
- 1月6日：読売新聞の全国版にユーゲントフィルの記事  が掲載される。
- 3月23日：第1回定期演奏会を開催。

2008年
- 8月30日：日本テレビの24時間テレビ 「愛は地球を救う」の中のコーナー、「実験の嵐」に出演[2]。
- 9月13日：創設当初から構想にあった「農村プロジェクト」が始動。
- 10月11日：読売新聞の全国版に農村プロジェクトの記事  が掲載される。
- 11月21日：楽団員のオーボエ奏者鷹栖美恵子が日本管打楽器コンクール オーボエ部門で優勝[3]。

2009年
- 9月24日：東信ジャーナルに「第2回里の秋コンサート」の記事  が掲載される。

2010年
- 1月31日：第1回室内楽演奏会が開催される。

2011年
- 2月：農村プロジェクトにて交流を続ける、信州せいしゅん村  の農村体験の取り組みが第6回JTB交流文化賞を受賞[4]。
- 3月19日：東日本大震災から8日後、公演が予定されていた第5回定期演奏会をチャリティーコンサートとして開催。
- 8月14日：双葉盆踊り大会in騎西に参加。和楽器演奏団体 AUNJクラシックオーケストラ とコラボレーションし、埼玉県加須市に避難していた福島県双葉町の方々に演奏を届ける。

2012年
- 10月5日：東信ジャーナルに「第5回里の秋コンサート」の記事  が掲載される。

2013年
- 7月：動画共有サイトYoutubeに公式チャンネル  を開設。
- 12月27-28日：楽団創設の母体となった全日本高等学校オーケストラ連盟の第20回全国高等学校選抜オーケストラフェスタにて、高校オーケストラOBによる記念演奏に一部団員が参加。花村光浩作曲「明日への讃歌」（2013年度版）、並びにマーラー作曲交響曲第5番第5楽章を演奏。オーケストラの演奏では団の音楽監督である安斎拓志が指揮を務めた。

2014年
- 10月28日：元楽団員のホルン奏者青木宏朗が第83回日本音楽コンクール ホルン部門で第2位受賞（第1位無し最高位）[5]。

## 活動

### 定期演奏会
年に1回、3月に定期演奏会を開催する。曲目はモーツァルトやベートーヴェン等の古典派のものから、ラヴェル、ウォルトン等近現代の作曲家の作品にも積極的に取り組んでいる。2013年に行われた第7回定期演奏会では、団員により管弦楽版に編曲されたドビュッシーの亜麻色の髪の乙女を演奏した。これまでに河地良智、田中一嘉、時任康文、三河正典の各師が指揮をとっている。

#### 第5回定期演奏会
東日本大震災から8日後の2011年3月19日に行われた第5回定期演奏会は、東京電力が当日は計画停電を実施しないと発表した他、会場であっためぐろパーシモンホールの点検による安全確認が取れたこと、会場からも理解を得られたこと、当日の交通網の確保の見通しがついたこと、以上のことから総合的に判断し実施することとなった。当日は577名の聴衆が来場し、チャリティーコンサートとして開催され、ホールホワイエにて募金活動を実施する他全てのチケット売り上げと併せて日本赤十字社を通じて被災地へ寄付された。
開演に先立って行われた追悼演奏では、作曲家の嶋津武仁氏が編曲を手がけたモーツァルトのアヴェ・ヴェルム・コルプスを演奏した。また、リヒャルト・シュトラウスのオーボエ協奏曲では元楽団員の鷹栖美恵子がソリストを務めた。

### 農村プロジェクト
普段生のオーケストラに触れられないような山奥の農村へ赴き演奏会を開催する。団員は農家にホームステイし、昼は農作業の手伝い等をして地元住民と交流をはかる他、現地の学校を訪問し中学生との交流や福祉施設への訪問演奏を行う。夜はリハーサルを行い、最終日に受け入れ先をはじめ現地の方々を招いての演奏会「里の秋コンサート」を開く。
- 創設当初から構想にあった企画で、2008年の始動以降毎年夏に長野県上田市武石地域を訪問しており、信州せいしゅん村の協力によって実現している。
- 上田市出身の楽団員がいたため、武石地域を訪問する事となった。

### 福島公演
東日本大震災被災地への社会貢献を模索する一環として2017年より開始。ソリストやエキストラには福島出身者や現地学生を招聘している。

### 室内楽演奏会
年に1回、楽団員と関係者向けに開かれる。アンサンブル力を高め、お互いの音を聴き、お互いを知るというコンセプトで、団の結束力とアンサンブル能力の向上を主眼に置いて行われている。弦楽合奏や吹奏楽をはじめ、四重奏から独奏まで幅広い編成の作品を有志を募り演奏する他、楽団員自作の作品を演奏するなど多種多様な音楽性を持ち寄る場となっている。ここで結成された弦楽四重奏団は定期演奏会にてロビーコンサートを行う他、独立して演奏会を開くなど団内外での活躍が見られる。

### その他

#### 訪問演奏
東京都内の福祉施設を訪問し、演歌や民謡などを含むプログラムを小編成の演奏で行う。また、よこはま動物園ズーラシアや金沢動物園で行われるドリームナイト・アット・ザ・ズーにも定期的に出演。2011年8月には福島県双葉町の方々が避難していた埼玉県加須市にてAUNJクラシックオーケストラと共演し演奏会を行った。

#### テレビ出演
2008年8月に日本テレビの24時間テレビ31「愛は地球を救う」誓い〜一番大切な約束〜の中のコーナー「実験の嵐」に出演。ヘリウムガスの中でオーケストラが演奏するとどうなるか、という実験企画で「となりのトトロ」を演奏した。